# Xyleptogyra
Xyleptogyra is een geslacht van weekdieren uit de klasse van de Gastropoda (slakken).

## Soort
- Xyleptogyra kapalae B. A. Marshall, 1988